# Église Sant'Andrea de Sienne
L’église Sant'Andrea (en italien : Chiesa di Sant’Andrea Apostolo) est un édifice religieux situé via dei Montanini à Sienne.

## Historique
Édifié en 1175 (ou plus certainement en 1262), l'église a subi de nombreuses transformations au fil du temps. Dans la seconde moitié du XVIIIe siècle, l'église romane a été surélevée par l'ajout de pilastres, d'arcades et de voûtes. Les restaurations du XXe siècle visaient à rendre un aspect médiéval à la façade campanaire et à la cour.

## Description
Deux rampes sur la façade permettent l'accès par la façade principale

### Œuvres de l'intérieur
L'intérieur, à nef unique, comporte des œuvres du Quattrocento : une Madonna col Bambino, bas-relief en stuc de l'école de Jacopo della Quercia ; une fresque monochrome, Sant'Anna, la Madonna il Bambino attribuée à Martino di Bartolomeo (autel de droite) ; une fresque endommagée de l'école de Sassetta (autel de gauche) ; et sur le maître-autel, un retable polyptyque de l'Incoronazione della Vergine tra i santi Pietro e Andrea de Giovanni di Paolo (1445). Des toiles du XVIIIe siècle d'Apollonio Nasini complètent la décoration par des Scene della beata Aldobrandesca Ponzi e del beato Alberto da Chiatina. Près des fonts baptismaux figurent Sainte Rita et Le Baptême du Christ, des bronzes de Bruno Buracchini (XXe siècle).

### Source de la traduction
- (it) Cet article est partiellement ou en totalité issu de l’article de Wikipédia en italien intitulé « Chiesa di Sant'Andrea (Siena) » (voir la liste des auteurs).